# Anthonotha pynaertii
Anthonotha pynaertii là một loài thực vật có hoa trong họ Đậu. Loài này được (De Wild.) Exell & Hillc. miêu tả khoa học đầu tiên.